# Khasakkinte Itihasam
Khasakkinte Itihasam (Die Legende von Khasak oder die Saga von Khasak, in Malayalam-Literaturkreisen allgemein als Khasak bezeichnet) ist ein Malayalam Debütroman des indischen Schriftstellers O. V. Vijayan (1930–2005). Er wurde erstmals 1968 als Fortsetzungsroman veröffentlicht und erschien 1969 in einer Einzelausgabe. Der Roman wurde von Dominique Vitalyos aus dem Malayalam ins Französische übersetzt.
Der Roman erzählt die Geschichte eines jungen Universitätsstudenten, der eine vielversprechende Zukunft aufgibt, um eine Stelle als Grundschullehrer in einem abgelegenen Dorf (Khasak) anzutreten. Nach und nach enthüllt das Dorf seine Geheimnisse. Schon bald ist der Protagonist von diesem alten Dorf, in dem sich Träume und Legenden vermischen, verzaubert. Er taucht in die „betörende Sinnlichkeit“ der neuen „rustikalen, amoralischen Welt“ ein, um dann als „verstrickter Außenseiter“ zu enden. Er findet rationales Forschen sinnlos und beginnt eine metaphorische Reise nach innen. Der Roman wird oft mit der allgemeinen Desillusionierung über die Kommunismus-Bewegung in Kerala in den 1960er Jahren in Verbindung gebracht.
Der Roman zeichnet sich durch die sachliche Einbeziehung mythischer Elemente in eine scheinbar realistische Fiktion aus (Magischer Realismus). Der Roman, der 1969 nach mehr als einem Jahrzehnt der Ausarbeitung und Überarbeitung veröffentlicht wurde, wurde ein sofortiger Erfolg bei der jungen Bevölkerung von Kerala. Das facettenreiche Werk ist noch immer einer der Bestseller in Malayalam. Es wurde über 50 Mal nachgedruckt und ist damit einer der meistgelesenen Malayalam-Romane.
Der Roman wurde 1994 von Vijayan ins Englische „übersetzt“ (unter dem Titel The Legends of Khasak, Penguin Books). Diese Version unterscheidet sich erheblich vom Malayalam-Original. Die meisten Leser aus Kerala ziehen es vor, sie als eigenständigen Roman zu lesen, anstatt sie als Übersetzung zu betrachten. Die englische Version wurde von Ursula Gräfe ins Deutsche übersetzt.